# Powrót marnotrawnej papugi
Powrót marnotrawnej papugi / Ucieczka papugi (ros. Возвращение блудного попугая, Wozwieszczenije błudnogo papugaja) – radziecka seria filmów animowanych stworzona przez Aleksandra Kurlandskiego i Walentina Karawajewa w latach 1984-1988. Od 2002 powstają nowe animacje z udziałem Papugi Kieszy w reżyserii Aleksandra Dawydowa – Утро попугая Кеши (2002), Новые приключения попугая Кеши (2005), Попугай Кеша и Чудовище (2006).

## Filmy z serii
- 1984: Powrót marnotrawnej papugi (Возвращение блудного попугая)
- 1987: Powrót marnotrawnej papugi (część 2) (Возвращение блудного попугая (второй выпуск))
- 1988: Powrót marnotrawnej papugi (część 3) (Возвращение блудного попугая (третий выпуск))
- 2002: Утро попугая Кеши
- 2005: Новые приключения попугая Кеши
- 2006: Попугай Кеша и Чудовище

## Obsada
- Giennadij Chazanow (odc. 1-3) jako Papuga Kiesza

## Wersja polska
Ucieczka papugi (cz. 1-2)
- Opracowanie wersji polskiej: Studio Opracowań Filmów w Warszawie
- Reżyseria: Urszula Sierosławska
- Dialogi: Stanisława Dziedziczak (cz. 1), Krystyna Subocz (cz. 2)
- Dźwięk: Jolanta Küchler
- Montaż: Jolanta Nowaczewska
- Kierownictwo produkcji: Jan Szatkowski, Małgorzata Zielińska

Źródło: